# سوسکچه‌های خرطوم‌دار آئوستروپلاتیپوس
سوسکچه‌های خرطوم‌دار آئوستروپلاتیپوس(نام علمی: Austroplatypus) نام یک سرده از تیره سوسکچه‌های خرطوم‌دار است.